# Jean Amrouche
Jean-Elmouhoub Amrouche (Ighil Ali, Argélia, 7 de fevereiro de 1906 — Paris, França, 1962) foi um poeta argelino. Nascido em uma família católica na Cabília, Amrouche imigrou com sua família para a Tunísia ainda jovem. Depois, mudou-se para Paris por conta dos estudos.
Ao se tornar professor e trabalhar em uma escola de ensino médio em Túnis, Albert Memmi foi um de seus alunos.
Amrouche é considerado o poeta mais importante para o desenvolvimento da literatura francófona na Argélia.
Ele era o irmão mais velho da também escritora Taos Amrouche, sendo ambos filhos de Marguerite Fadhma Ath Mansour, autora da obra Histoire de ma Vie.

## Obras
- Chants Berbères de Kabylie, 1939
- Etoile Secrète, 1937
- Cendres : poèmes, 1928–1934, 1934